# Neumühle (Eslarn)
Neumühle ist ein Ortsteil des Marktes Eslarn im oberpfälzischen Landkreis Neustadt an der Waldnaab.

## Geographische Lage
Die Einöde Neumühle liegt am Lindauer Bach etwa zwei Kilometer südlich von Eslarn. Die Quellen des Lindauer Baches entspringen an den Osthängen des Stückberges. Er mündet etwa einen Kilometer weiter nordwestlich in den Loisbach, der durch Eslarn fließt und etwa 20 km weiter nordwestlich bei der Hechtlmühle in die Pfreimd mündet.
Die Nachbarorte von Neumühle sind im Westen Gerstbräu und im Osten Kreuth.

## Geschichte
Neumühle brannte am 20. Juni 1891 ab. Sie hatte in dieser Zeit die Adresse „Kreuth Haus Nr. 239“.
Zum Stichtag 23. März 1913 (Osterfest) wurde Neumühle als Teil der Pfarrei Eslarn mit 2 Häusern und 19 Einwohnern aufgeführt.
Am 31. Dezember 1990 war Neumühle unbewohnt und gehörte zur Pfarrei Eslarn.